# Jordanes
Jordanes var en gotisk historiker, der i 500-tallet var bosat i Konstantinopel. Han forfattede på latin De origine actibusque getarum forkortet til Getica om sit folks historie i 551 e.Kr. I titlen forveksler Jordanes gotere med getere, et helt andet folkeslag. Værket var en forkortet udgave af et tabt latinsk værk af Cassiodorus (ca. 490-580).
Jordanes var en embedsmand hos den østgotiske konge Theoderik den Store og kaldes også Jordanis og fejlagtigt Jornandes. Blandt andet var han notar hos den romerske hærtjenestemand Guntigis, søstersøn af den østgotiske høvding Kandak eller Andak og af gotisk kongeæt. Jordanes menes at have været biskop i Kroton i det sydlige Italien og have fulgt pave Vigilius, da denne blev forvist til Konstantinopel i 550.

## Forfatterskab
Getica er en af de vigtigste kilder til goternes historie. Men politiske hensyn spillede en rolle under nedskrivningen. For det første sker der en forvanskning, så de amaliske østgoteres historie i vidt omfang gøres ensbetydende med alle goters historie. For det andet forsøger Jordanes at gøre goternes historie til en del af romersk historie. Den engelske forsker Peter J. Heather har i 1991 undersøgt tendenserne i Getica meget grundigt og peger på problemer ved at bruge værket som kilde. I Getica hævdes det, at visigotere og ostrogotere trængte ind i Romerriget som etablerede grupper og erobrere af nyt land. Ved mere samtidige kilder kan Peter Heather bevise, at visigotere og ostrogotere tværtimod var nydannede grupper, og at mange gotiske samfund ikke klarede sig gennem folkevandringstiden.
Jordanes lader den gotiske sagnkonge Berig sejle ud med tre skibe fra Scandza, for at slå sig ned på egnen omkring Wisla. Hvis Scandza er Skåne, virker oplysningen troværdig, men så tilpasser han alle oplysninger til andre ældre geografer, så de handler om Scandza, og Skåne bliver nu en mægtig, spids-oval ø, som er beboet af mindst syv stammer, i Codan-bugten nord for Bremen ligesom Helgoland.
Jordanes navngiver 13 stammer eller folk i Norge, og lige så mange i Sverige. De fleste af dem kan identificeres. Han skriver om raumaricii (folk fra Romerike), ragnaricii (folk i Ranrike, dvs. Båhuslen), granii (folk i Grenland), augandzi (folk i Agder), æthelrugi (dvs. adalryger, bosat på fastlandet i Rogaland, og holmryger bosatt på øerne, eunix), og arochi (dvs. haruder eller horder, folk i Hordaland), og om finni eller skredefinni (dvs. "skridfinner", skiløbende "finner", altså samer). Herulerne omtales også.
Jordanes gengiver dele af grækeren Priscus' beretning om hunnerne. Priscus opholdt sig blandt hunnere i 449, men hans værk er tabt. Jordanes gengiver den klage, hunnerne fremførte ved Attilas gravfærd.

## Udgaver
- Getica på engelsk
- Getica på latin